# Johnny Mandel
John Alfred "Johnny" Mandel, född 23 november 1925 i New York, död 29 juni 2020 i Ojai, Kalifornien, var en amerikansk kompositör och arrangör av populärmusik, filmmusik och jazz.
Mandel har skrivit sånger som "Suicide Is Painless" (ledmotivet till TV-serien M*A*S*H), "The Shadow of Your Smile", som 1965 både tilldelades en Grammy och en Oscar för bästa sång, och "Close Enough for Love".
Han arrangerade på 1950-talet åt Count Basie och har även, bland andra, arbetat med Frank Sinatra och Shirley Horn. Han fick 1992 en Grammy för sitt arrangemang av "duetten" "Unforgettable" med Natalie och Nat King Cole och 1993 för Shirley Horns "Here's to Life".

## Filmografi i urval
Johnny Mandel har komponerat och/eller arrangerat musik till följande filmer och TV-serier:
- 1964:  Krig och feg eller Förste man på Omaha beach
- 1967:  Point Blank
- 1970:  M*A*S*H
- 1972:  M*A*S*H (TV-serie; 12 avsnitt)
- 1973:  Det hårda straffet
- 1973:  Önskningar och drömmar
- 1975:  Den äventyrliga flykten
- 1976:  Åh vilken fredag
- 1979:  Mysteriet Agatha
- 1979:  Välkommen Mr. Chance!
- 1980:  Tom i bollen
- 1982:  Dödsfällan
- 1982:  Lookin' to Get Out
- 1982:  Domslutet

## Diskografi
- 1953: Dance Session med Count Basie (Clef Records)
- 1966: Quietly There, Bill Perkins Quintet (Riverside)
- 1958: A Sure Thing: David Allen Sings Jerome Kern (Pacific Jazz Records)
- 1983: The Shadow of Your Smile...Pinky Winters Sings Johnny Mandel...with Lou Levy (Cellar Door)
- 1984: Zoot Sims Plays Johnny Mandel: Quietly There (Fantasy Records)
- 1993: A Time for Love...The Music of Johnny Mandel, Bill Watrous (GNP Crescendo Records)
- 1994: Fred Hersh Plays Johnny Mandel: I Never Told You So (Varèse Sarabande)
- 2011: Johnny Mandel, A Man and His Music, med The DIVA Jazz Orchestra och Ann Hampton Callaway (Arbors Records)
- 2014: Quietly There, Harry Allen/Jan Lundgren Quartet (Stunt Records)